# Aricidea abranchiata
Aricidea abranchiata är en ringmaskart som beskrevs av Hartman 1965. Aricidea abranchiata ingår i släktet Aricidea och familjen Paraonidae. Inga underarter finns listade i Catalogue of Life.